# Prameny Klíčavy
Prameny Klíčavy este o arie protejată (arie specială de conservare — SAC, sit de importanță comunitară — SCI) din Republica Cehă întinsă pe o suprafață de 62,66 ha, integral pe uscat.

## Localizare
Centrul sitului Prameny Klíčavy este situat la coordonatele 50°08′41″N 13°49′52″E / 50.144722°N 13.831111°E.

## Înființare
Situl Prameny Klíčavy a fost declarat sit de importanță comunitară în noiembrie 2009 pentru a proteja 1 specie de plante. Situl a fost protejat și ca arie specială de conservare în iulie 2012.

## Biodiversitate
Situată în ecoregiunea continentală, aria protejată conține 3 habitate naturale: Mlaștini turboase de tranziție și turbării mișcătoare, Lacuri eutrofice naturale cu vegetație de tip Magnopotamion sau Hydrocharition, Păduri aluvionare cu Alnus glutinosa și Fraxinus excelsior (Alno-Padion, Alnion incanae, Salicion albae).
La baza desemnării sitului se află o specie protejată de  plante: Hamatocaulis vernicosus.